# 池田行彦
池田 行彦（いけだ ゆきひこ、1937年〈昭和12年〉5月13日 - 2004年〈平成16年〉1月28日）は、日本の政治家、大蔵官僚。位階は正三位、勲章は旭日大綬章。旧姓は粟根。
衆議院議員（10期）、内閣官房副長官（政務担当）、総務庁長官（第7代）、防衛庁長官（第50代）、外務大臣（第119、120代）、自由民主党政務調査会長（第42代）、自由民主党総務会長（第40代）等を歴任した。
妻・紀子の父は内閣総理大臣を務めた池田勇人。妻の姪・慶子の夫は衆議院議員の寺田稔。

## 来歴・人物
兵庫県神戸市生まれ。父・粟根信行は行彦の7歳時に死去し、その後、父の郷里である広島市中島本町（現在の平和記念公園内）へ移る。1945年8月6日の原爆投下時は母の妹宅近くの豊田郡（現三原市）本郷町（現在の広島空港周辺）に疎開していたので、被爆を免れた。1951年、東京都へ転居。東京都立日比谷高等学校、東京大学法学部を卒業。東大法学部在学中に国家公務員上級試験に5番目の成績で合格。1961年に大蔵省へ入省。大臣官房文書課に配属。中国財務局理財部金融課金融係長の後、1964年から外務省に出向し、在ニューヨーク総領事館に書記官として勤務。1968年5月に大蔵省に復職する。前首相・池田勇人の遺児（次女）紀子と結婚、池田姓を名乗る。長女・宏子（1971年7月8日生、学習院中退）、次女・明子（1973年7月10日生、学習院法学部卒）、三女・恭子（1975年2月5日生、学習院法学部卒）を儲ける。大蔵省では国際金融局総務課長補佐（渉外）、広島国税局間税部長、大平正芳蔵相秘書官などを務め、1975年に大蔵省を依願退職。
1976年、第34回衆議院議員総選挙に自由民主党の公認を受け、義父の地盤を引き継いで旧広島県第2区から立候補し、初当選を果たした。以後10期連続当選。当選後は池田勇人が設立し、大蔵省で大臣秘書官として仕えた大平正芳が会長を務める宏池会（大平派）に入会した。
1981年、鈴木善幸改造内閣で内閣官房副長官（政務）に就任。1989年、宇野内閣で総務庁長官に任命され初入閣を果たすが、直後に宇野宗佑首相の女性スキャンダルが発覚し、宇野内閣はわずか69日で退陣に追い込まれた。1990年、第2次海部改造内閣で防衛庁長官に就任。折りしも湾岸戦争の最中であり、1991年4月、防衛庁長官在任中、海上幕僚長に対し、「ペルシャ湾における機雷の除去及びその処理の実施に関する海上自衛隊一般命令」（平成3年4月24日海甲般命第18号）を発令。これにより海上自衛隊のペルシャ湾への派遣が行われ、自衛隊初の海外実任務となった。
1996年1月11日、第1次橋本内閣で外務大臣に就任する。外相在任中は日米防衛協力のための指針（ガイドライン）の見直し作業、ペルー日本大使公邸占拠事件の解決に尽力した（テロリスト側からの池田本人と人質との交換要求は拒否した）。また1996年2月、韓国政府による竹島での接岸施設建設計画が報道された際「竹島は日本固有の領土」と韓国政府に抗議し、建設中止を求めた。これを契機に日本大使館前に韓国人のデモ隊が押し寄せ、日章旗や池田を象った人形を焼いたり、韓国国内で日本糾弾の嵐が吹き荒れた。金泳三大統領も池田の発言に「そうした妄言は容認できない。断固として対処していく」と反発した。この時が竹島の領有権問題を解決する好機だったといわれているが、反日の動きが激しくなると橋本内閣は竹島問題に触れるのを避け、日本側が譲歩する形で事態の鎮静化が図られた。外相は第2次橋本内閣まで務めた。
1998年、小渕恵三自由民主党総裁の下で自由民主党政務調査会長に就任。翌1999年の自由民主党総裁選挙では、政調会長在任中だった池田は宏池会会長の加藤紘一に自重を求めるが、加藤は応じず立候補を強行し、小渕に敗れる。その後、自自公連立政権発足を受けて小渕は内閣改造、党役員人事を行い、池田を総務会長に横滑りさせた（後任の政調会長には亀井静香が就任）。この際、加藤は総務会長に小里貞利を推したが、小渕は自分に反旗を翻した加藤の推薦を退け、加藤に出馬辞退を求めた池田を一本釣りする形で起用した。しかし、総務会長横滑りにより池田は加藤の怒りを買うことになった。小渕首相が危篤に陥った際、党三役の1人であったものの、後継首班を内定したいわゆる五人組には体調が悪かったこともあり出席せず、随時電話連絡を受ける形で「森首班」に同意。2000年の第1次森内閣発足後も総務会長に留任したが、第2次森内閣の発足に伴う党役員人事により離任。
2000年11月に起きた加藤の乱では加藤紘一とその盟友山崎拓の不信任決議案同調の動きに反発した宮澤喜一元首相や堀内光雄（後の宏池会会長）ら反加藤グループの中核を占め、加藤・山崎の動きを頓挫させた。
2004年1月28日、直腸がんのため、東京都千代田区の三井記念病院で死去した。66歳没。死没日付をもって正三位に叙され、旭日大綬章を追贈された。追悼演説は同年3月18日の衆議院本会議で行われ、遺族の希望により、自民党時代に幹事長、副幹事長の関係だった縁で小沢一郎が行った。墓所は青山霊園。
同年4月に行われた補欠選挙では、義理の姪・慶子の夫である寺田稔が初当選した。

## エピソード
- 岳父の池田勇人同様の酒豪であった。
- 大蔵省出身の財政通であり、外交・安全保障にも精通した政策通であった。反面、大蔵官僚体質が消えず、傲慢な性格とも評されていたが、外務大臣就任以降は人間性にも円熟味を増し、死去翌日の地元紙に「知・義と情の政治家」という表題の追悼コラムが掲載された。ペルー日本大使公邸占拠事件で現地訪問した際、記者会見で滞在日程に関する質問をされ、会見終了後その記者に激怒する騒ぎがあった。現地での記者会見場に入れるのは外相随行記者だけだったはずなのに外務省現地職員の手違いで、随行記者以外のマスコミ関係者が潜入、公式会見ではタブーとされる質問をされたため叱責したものだった。外相や防衛庁長官、党政調会長、党総務会長を歴任するなど申し分のないキャリアであったが、岳父の創設した派閥を継承したり、総裁候補となるには至らず、志半ばでこの世を去った。
- 1990年9月、金丸訪朝団の一員として北朝鮮を訪問した池田は、スパイ容疑で拿捕拘束されていた第18富士山丸の紅粉勇船長ら2人の乗組員の釈放を求め、帰国直前まで北朝鮮側と粘り強く交渉した。その結果同年10月11日、小沢一郎自民党幹事長・土井たか子社会党委員長（いずれも当時）が乗るチャーター機で、2人は帰国を果たした。

## 選挙歴
| 当落 | 選挙                   | 執行日         | 年齢 | 選挙区    | 政党       | 得票数     | 得票率 | 定数 | 得票順位 /候補者数 | 政党内比例順位 /政党当選者数 |
| ---- | ---------------------- | -------------- | ---- | --------- | ---------- | ---------- | ------ | ---- | ------------------ | ---------------------------- |
| 当   | 第34回衆議院議員総選挙 | 1976年12月05日 | 39   | 旧広島2区 | 自由民主党 | 6万3873票  | 15.74% | 4    | 2/8                | /                            |
| 当   | 第35回衆議院議員総選挙 | 1979年10月07日 | 42   | 旧広島2区 | 自由民主党 | 5万7906票  | 15.68% | 4    | 4/7                | /                            |
| 当   | 第36回衆議院議員総選挙 | 1980年06月22日 | 43   | 旧広島2区 | 自由民主党 | 7万9417票  | 20.52% | 4    | 2/6                | /                            |
| 当   | 第37回衆議院議員総選挙 | 1983年12月18日 | 46   | 旧広島2区 | 自由民主党 | 7万839票   | 18.85% | 4    | 3/6                | /                            |
| 当   | 第38回衆議院議員総選挙 | 1986年07月06日 | 49   | 旧広島2区 | 自由民主党 | 7万1130票  | 18.12% | 4    | 4/6                | /                            |
| 当   | 第39回衆議院議員総選挙 | 1990年02月18日 | 52   | 旧広島2区 | 自由民主党 | 6万8550票  | 17.08% | 4    | 4/6                | /                            |
| 当   | 第40回衆議院議員総選挙 | 1993年07月18日 | 56   | 旧広島2区 | 自由民主党 | 7万3711票  | 18.96% | 4    | 3/6                | /                            |
| 当   | 第41回衆議院議員総選挙 | 1996年10月20日 | 59   | 広島5区   | 自由民主党 | 10万5602票 | 59.74% | 1    | 1/4                | /                            |
| 当   | 第42回衆議院議員総選挙 | 2000年06月25日 | 63   | 広島5区   | 自由民主党 | 10万7954票 | 58.72% | 1    | 1/4                | /                            |
| 当   | 第43回衆議院議員総選挙 | 2003年11月09日 | 66   | 広島5区   | 自由民主党 | 7万6264票  | 42.10% | 1    | 1/5                | /                            |